# Houston (Alaska)
Houston – miasto w Stanach Zjednoczonych, w stanie Alaska, w okręgu Matanuska-Susitna.